# Sygnały
Sygnały («рус. Сигналы») — польский независимый иллюстрированный общественно-литературный ежемесячник, выходил во Львове в 1933—1939 гг.

## Программа
В своем первой номере редакция декларировала программу следующими словами: «Мы идем в мир без программы! Мы не хотим говорить шумных слов и лозунгов, возводить бумажные границы, превращающиеся потом в стену, о которую когда-нибудь придется беспомощно биться головой. … Все вместе мы и не левые, и не правые. Мы не представляем золотую общественно-литературную середину. Мы хотим быть просто людьми, и этого для нас будет достаточно.»

## Редакция
Главным редактором ежемесячника был Кароль Курылюк. В редакционную комиссию входили: Тадеуш Холлендер, Галина Гурска, Анна Ковальска, Стефан Кавин, Анджей Крушковский, Болеслав Левицкий, Станислав Роговский, Мариан Проминский, Тадеуш Банас.
В «Сигналах» были созданы специальные полосы для литературной молодежи Львова и его окрестностей, на которых печатались Эрвин Аксер, Ежи Лец, Чеслав Милош, Дебора Фогель, Мирослав Жулавский и др.
Редактор Курылюк привлек к сотрудничеству и работе в ежемесячнике лучших представителей литературы межвоенной Польши, таких как, Мария Домбровская, Бруно Шульц, Леопольд Стафф, Анджей Струг, Юлиан Тувим, Юзеф Виттлин, а также заграничных писателей и поэтов- Анри Барбюса, Андре Мальро, Карла Осецкого, Бертрана Рассела, Эптона Синклера, Поля Валери и др.
Еженедельник «Сигналы» на своих страницах помещал рецензии на новинки литературы, выставки, концерты и театральные спектакли; богато иллюстрированный, он давал возможность читателям познакомиться с работами не только польских живописцев и скульпторов (К.Дуниковского, Бруно Шульца, Яна Цибиса, Марии Яремы, Зыгмунта Валишевского), но и украинских художников — новаторов (Александра Архипенко, Михаила Рудницкого), популяризировал современное европейское искусство (Гогена, ван Гога, Макса Эрнста).
В «Сигналах» были представлены работы авангардных фотографов и фотомонтажеров Отто Гаука, Маргит Сельской, Ежи Яниша, Мечислава Щуки; с еженедельником сотрудничали талантливые иллюстраторы Эрик Липинский, Франтишек Парецкий.
Выходили спецвыпуски, посвященные украинской, еврейской, белорусской культуре и культурной среде города Львова.
В 1938 экстремистская националистическая польская группировка Национально-радикальный лагерь совершила нападение на редакцию «Сигналов», но главный редактор чудом не пострадал. С приближением второй мировой войны значительно ухудшилось финансовое положение ежемесячника, которое существовало на доходы от продажи, рекламы и редких случаев спонсорства. Усилилось влияние польской цензуры и усиливающееся давление властей (обыски редакции, конфискация выпусков, запрет печати и др.).
Еженедельник «Сигналы» выходил до конца августа 1939. С началом войны главный редактор Кароль Курылюк сдал архив «Сигналов» во львовскую библиотеку Ossolineum (теперь Львовская научная библиотека им. В. Стефаника НАН Украины), где он находится в настоящее время.